# شکرانلو (سیوکانلو)
شکرانلو (به کردی: شُکران) روستایی در دهستان سیوکانلو بخش مرکزی شهرستان شیروان استان خراسان شمالی ایران است.
کد خدا این روستا رضا طالبی هستش که عضو خانواده خربزه، طالبی هستش 
که خانواده این میوه جات در حال رشد هستش که این کد خدا یک مرد همه کاره است که امروز زیب شلوار خودش را با دست خودش دوخته است

## موقعیت
روستای شکرانلو در فاصلهٔ ۴۷ کیلومتری شمال شرق شیروان قرار دارد که از شمال با روستایچپانلو، از جنوب با روستای قلعه صفا و قوچ قلعه و از شرق با کوه کیسمار و از غرب با کوه قنبر و کوه حاتم‌خان ارتباط دارد.

## مردم
مردم شکرانلو به زبان کردی کرمانجی تکلم می‌کنند و جزء دهستان سیوکانلو شیروان می‌باشد. شکرانلوها یکی از عشیره‌های مهم و اصیل ایل سیفکانلو هستند که از کردستان ترکیه به ناحیهٔ شمالی خراسان مهاجرت کرده‌اند. امین زکی می‌نویسد: محل اولیهٔ عشیرهٔ شکرانلو را در کردستان ترکیه و ناحیهٔ مُش (mosh) ذکر کرده‌اند.
شغل مردم دامداری و کشاورزی است.
بر پایه سرشماری عمومی نفوس و مسکن در سال ۱۳۹۵ جمعیت این روستا ۴۴ نفر (۱۵خانوار) بوده‌است.

## نام پیشین روستا
نام روستا سابقاً اُزدک (ozdag) بود که بعداً نام طایفهٔ شکرانلو را بر آن نهادند.

## جغرافیا
کوه‌های: قنبر، حاتم‌خان، قاضی و دره‌های: قوره‌دره، گربه‌دیره و ناله‌آق و ناله‌قامیش و همچنین چشمه‌های قنبر در کوه قنبر با آبی سرد و گوارا و مناظری زیبا و دیدنی و کانی سوگدلی و کانی حاتم‌خان در حوزهٔ روستای شکرانلو قرار دارند.
محصولات عمده آن: فراورده‌های دامی، گندم، جو و سیب‌زمینی می‌باشد.
امکانات روستا در حال حاضر شامل: راه خاکی سرویس ایاب وذهاب، دبستان، مسجد. وشورای ده‌است.

## گیاهان طبی
در کوه‌ها و دامنه‌های سرسبز این روستا انواع گیاهان خودرو و طبی مانند: کاکوتی، زرک (زرشک)، سیب تالک، مندک، گون، پوپک، هلز، قارچ خوراکی، کنگر، شقایق می‌روید.

## آثار قدیمی
در شکرانلو آثار قدیمی به وضوح دیده نمی‌شود اما با توجه به ظروف مسی وسفالی که گهگاه در گوشه وکنار این روستا پیدا شده‌است قدمت شکرانلو را به زمان قبل از ازبکان می‌رساند واحتمالاً نام محل آبادی ازبک بوده که به مرور به ازدک تبدیل یافته‌است طبق گفته معمرین روستا دور قلعه شکرانلو در سابق حصارکشی ودارای برج وبارو بوده‌است. در محلی معروف به راه شیخ اثر جای پا دیده می‌شود که عده‌ای معتقدند یکی از مردان حق به این‌جا آمده وشخصی را که مزاحم مردم بوده از بین برده‌است که معمولاً شب‌های جمعه مردم برای نذز و نیاز به آن‌جا می‌روند.